# 中台镇
中台镇，是中华人民共和国甘肃省平凉市灵台县下辖的一个乡镇级行政单位。

## 行政区划
中台镇下辖以下地区：
东大街社区、西大街社区、坷台村、杨村、水泉村、城关村、南店子村、康家沟村、红崖沟村、胡家店村、下河村、东王沟村、许家沟村和安家庄村。